# Tournoi d'ouverture du championnat du Paraguay de football 2009
Navigation
Tournoi précédent Tournoi suivant
Le tournoi d'ouverture de la saison 2009 du Championnat du Paraguay de football est le premier tournoi semestriel de la quatre-vingt-dix-neuvième saison du championnat de première division au Paraguay. La saison est scindée en deux tournois saisonniers qui délivrent chacun un titre de champion. Les douze clubs participants sont réunis au sein d'une poule unique où ils affrontent leurs adversaires deux fois, à domicile et à l'extérieur. Il n’y a ni promotion, ni relégation à l’issue du tournoi.
C'est le club de Cerro Porteño qui remporte le tournoi après avoir terminé en tête du classement final, avec quatre points d'avance sur Club Libertad et dix sur Club Nacional. C'est le vingt-huitième titre de champion du Paraguay de l'histoire du club.

## Qualifications continentales
Le vainqueur du tournoi Ouverture est qualifié pour la Copa Libertadores 2010.

## Les clubs participants
| - Club Libertad - Club Nacional - Cerro Porteño - Club Guaraní - Club 2 de Mayo - Club Sol de América | - Club Atlético 3 de Febrero - Club Olimpia - Club Sportivo Luqueño - Tacuary FC - 12 de Octubre FC - Club Rubio Ñu - Promu de División Intermedia |

## Compétition
Le barème utilisé pour établir le classement est le suivant :
- Victoire : 3 points
- Match nul : 1 point
- Défaite : 0 point

### Classement
| Rang | Équipe                     | Pts | J  | G  | N | P  | Bp | Bc | Diff |
| ---- | -------------------------- | --- | -- | -- | - | -- | -- | -- | ---- |
| 1    | Cerro Porteño              | 46  | 22 | 14 | 4 | 4  | 24 | 11 | +13  |
| 2    | Club LibertadT             | 42  | 22 | 12 | 6 | 4  | 46 | 19 | +27  |
| 3    | Club Nacional              | 36  | 22 | 9  | 9 | 4  | 37 | 23 | +14  |
| 4    | Club Olimpia               | 35  | 22 | 9  | 8 | 5  | 31 | 28 | +3   |
| 5    | Tacuary FC                 | 32  | 22 | 9  | 5 | 8  | 27 | 29 | -2   |
| 6    | Club Sportivo Luqueño      | 31  | 22 | 8  | 7 | 7  | 26 | 24 | +2   |
| 7    | Club Guaraní               | 29  | 22 | 7  | 8 | 7  | 21 | 17 | +4   |
| 8    | Club Rubio ÑuP             | 26  | 22 | 8  | 2 | 12 | 30 | 34 | -4   |
| 9    | Club Sol de América        | 25  | 22 | 6  | 7 | 9  | 21 | 30 | -9   |
| 10   | 12 de Octubre FC           | 24  | 22 | 6  | 6 | 10 | 19 | 30 | -11  |
| 11   | Club 2 de Mayo             | 18  | 22 | 4  | 6 | 12 | 23 | 34 | -11  |
| 12   | Club Atlético 3 de Febrero | 17  | 22 | 5  | 2 | 15 | 21 | 47 | -26  |

|  | Qualification pour la Copa Libertadores 2010         |
|  | T : Tenant du titre P : Promu de División Intermedia |

## Bilan de la saison
| Championnat du Paraguay de football 2009 |                           |
| Champion                                 | Cerro Porteño (28e titre) |
| Qualifications continentales             |                           |
| Copa Libertadores 2010                   | Cerro Porteño             |
| Promotions et relégations                |                           |
| Promus en Primera División               | Aucun                     |
| Relégués en División Intermedia          | Aucun                     |